# گروس‌فیلن
گروس‌فیلن (به آلمانی: Groß Vielen) یک منطقهٔ مسکونی در آلمان است که در پنتسلین واقع شده‌است. گروس‌فیلن ۳۷۳ نفر جمعیت دارد.